# Włodzimierz Przemyślida
Włodzimierz Przemyślida (ur. 1145, zm. 10 grudnia przed 1200) – książę ołomuniecki od 1189 r. do śmierci.
Włodzimierz był synem Ottona III Detleba i Durancji. Po objęciu czeskiego tronu w 1189 r. książę Konrad II Otto odwołał z wygnania swoich krewnych. Po powrocie Włodzimierz i jego brat Brzetysław otrzymali dzielnicę ołomuniecką.
Według jednej z teorii był ojcem Ludmiły, żony Mieszka Plątonogiego.